# イミ・リヒテンフェルド
イムレ・"イミ"・リヒテンフェルド（Imre "Imi" Lichtenfeld、1910年5月26日 - 1998年1月9日）は、イスラエルの武道家でクラヴ・マガの創始者。

## 来歴
イミ・リヒテンフェルドは1910年5月26日、ブダペストで生まれ、ブラティスラバで成長した。 イミの父親サミュエル・リヒテンフェルドは、ブラティスラバ警官隊の警部で、部下達に護身術や制圧術を教えており、イミもサミュエルから護身術を習った。また、イミは、ボクシングとレスリングの選手として活躍し、国際大会でも多くのタイトルを獲得した。
1930年代後半に、 反ユダヤ主義の暴動が、ブラティスラバのユダヤ人を脅かしはじめると、イミは、スポーツが本当の戦闘では少ししか役に立たないと理解して護身術を開発し始めた。1940年、イミはナチスの手を逃れ、最後の移民船に乗り込み、パレスチナに向かって脱出した。イミはイギリス軍の指揮下にあったチェコ軍に入隊した後、1942年にイスラエルに到着した。
軍事組織ハガナーの長であったイツァーク・サデー将軍は、イミをハガナーに受け入れた。1944年、イミはイスラエルの戦闘員に近接格闘教え始め、パルマッハにも訓練を実施した。1948年、イスラエル建国とイスラエル正規軍創設と同時に、イミはイスラエル軍の体力訓練学校のチーフ・インストラクターに任命された。1960年代には軍の承認を得て、イスラエルの民間人にも教えるようになった。その後もイスラエル軍特殊部隊の隊員達やクラヴ・マガのインストラクターを訓練した。
1978年、リヒテンフェルド翁は弟子達とイスラエル・クラヴ・マガ協会を設立し、その後、国際クラヴ・マガ連盟が設立された。イミは、国際クラヴ・マガ連盟のヘッド・インストラクターであるエヤル・ヤニロブに、リヒテンフェルド翁が授与した最高ランクのマスター三段、エキスパート八段を授けた。1998年1月9日、イミは88歳で亡くなった。

## 著書
- 『イスラエル軍式護身術 クラブマガ入門』 イミ スデ・オー、エヤル・ヤニロブ)共著（原書房、2001年）